# Кинеозеро
Кинеозеро — озеро на территории Боровского сельского поселения Калевальского района Республики Карелии.

## Общие сведения
Площадь озера — 1,8 км², площадь водосборного бассейна — 78,3 км². Располагается на высоте 117,2 метров над уровнем моря.
Форма озера продолговатая: оно вытянуто с северо-запада на юго-восток. Берега изрезанные, каменисто-песчаные, преимущественно возвышенные, местами заболоченные.
Через озеро протекает река Лотка, впадающая в реку Сопу. Сопа впадает в озеро Кулянъярви, через которое протекает река Кемь.
В озере расположено не менее семи безымянных островов различной площади.
Вдоль северо-восточного берега озера проходит автодорога местного значения, идущая из посёлка Борового.
Код объекта в государственном водном реестре — 02020000911102000005803.